# Бомбардировочный авиационный полк
Бомбардировочный авиационный полк — авиационное формирование (воинская часть, полк) бомбардировочной авиации, основная тактическая единица военно-воздушных сил (ВВС) и авиации Военно-морского Флота вооружённых сил государства, предназначенная для решения тактических, оперативно-тактических задач и стратегических задач.

## История

### СССР
В советских ВВС бомбардировочные авиационные полки впервые созданы в 1938 году, так как авиация военных округов и флотов была переведена с бригадной на полковую и дивизионную организацию. Основной тактической единицей стал авиационный полк (60 — 63 самолёта).
К началу Великой Отечественной войны в ВВС авиационные полки состояли из 4—5 эскадрилий общей численностью до 60 самолётов. По мере накопления боевого опыта в ходе войны авиационные полки стали включать по две-три эскадрильи и насчитывали 21- 32 самолёта.
Участие авиационных полков в боевых действиях во время Великой Отечественной войны отражено в перечнях, разработанных Институтом военной истории Генерального штаба Вооруженных Сил:
- Бомбардировочные авиационные полки ВВС, принимавшие участие в боевых действиях во время Великой Отечественной войны включены в Перечень № 12 авиационных полков Военно-воздушных сил Красной армии, входивших в состав Действующей армии в годы Великой Отечественной войны 1941—1945 гг.[1].
- Бомбардировочные авиационные полки авиации дальнего действия, принимавшие участие в боевых действиях во время Великой Отечественной войны включены в Перечень № 9 соединений и частей авиации дальнего действия[2].
- Бомбардировочные авиационные полки авиации военно-морского флота — в соответствующих перечнях Флотов[3][4][5].

## Виды и типы
По своему типу бомбардировочные авиационные полки бывают:
- пикировочные,
- дальнебомбардировочные,
- ближнебомбардировочные,
- скоростные,
- легкие бомбардировочные,
- тяжелые бомбардировочные,
- ночные,
- ночные легкие бомбардировочные.

По своей подчиненности:
- в составе авиационных соединений;
- отдельные.

## Состав
Бомбардировочный авиационный полк состоит из:
- штаба (управления полка);
- звена или отряда управления (не всегда);
- нескольких авиационных эскадрилий (от двух до 5 — 6), а эскадрилья состоит из звеньев или авиационных отрядов;
- технико-эксплуатационной части (ТЭЧ);
- рота (батальон) охраны (не всегда).

Как правило, бомбардировочный авиационный полк оснащён однотипными летательными аппаратами по основному предназначению полка. В состав полка может включаться звено, отряд, эскадрилья вспомогательных или транспортных летательных аппаратов. Если же полк штатно комплектуется разнородной авиационной техникой, то он носит название смешанного.
Для обеспечения боевых действий авиационного полка в оперативном подчинении командира полка находятся:
- Батальон аэродромно-технического обеспечения (ОБАТО, БАО), как правило — отдельный батальон;
- Батальон связи и радиотехнического обеспечения полётов (ОБСиРТО), как правило — отдельный батальон.
- Другие авиационные части обеспечения.

Командир авиационного полка является старшим авиационным начальником на военном аэродроме и прямым командиром для всего личного состава авиационного гарнизона.

## В составе
Полк входит в состав авиационного соединения (отдельный авиационный полк — в состав высшего авиационного соединения или авиационного объединения).

## Сокращения наименований, принятые в ВС СССР
Сокращения наименований бомбардировочных авиационных полков, принятые в ВС СССР:
- гв. — гвардейский
- бап — бомбардировочный авиационный полк
- ббап — ближнебомбардировочный авиационный полк
- дбап — дальнебомбардировочный авиационный полк
- лбап — легкий бомбардировочный авиационный полк
- тбап — тяжелый бомбардировочный авиационный полк
- нбап — ночной бомбардировочный авиационный полк
- сбап — скоростной бомбардировочный авиационный полк